# 淘汰赛 (自行车)
淘汰赛是场地自行车赛中的一种比赛形式，在比赛过程中，会根据各种标准将某些参赛者淘汰。淘汰赛最常见的类型是末尾淘汰和头名胜出。
全能赛中就有一场淘汰赛。在2015年欧洲场地自行车锦标赛上，淘汰赛首次作为国际锦标赛上完全独立的项目进行比赛。

## 末尾淘汰
末尾淘汰在英语中又称为“devil take the hindmost”，这是一句谚语，直译为“魔鬼带走落后者”。末尾淘汰是个人参赛的比赛，也有像麦迪逊赛一样的两人一组接力，但比较罕见。每骑一圈或指定的圈数后，最后一位过线的骑手被淘汰。当只剩下少数骑手时，他们便向终点冲刺。
从战术上讲，此类比赛真正的较量发生在队伍的后方。前面的车手速度稳定，后面的车手则在淘汰圈向前冲以避免被淘汰，这种比赛有利于有胆量和赛道技巧的车手。这种比赛与其它比赛相比，撞车事故更为常见，尤其是对缺乏经验的骑手而言。

## 头名胜出
头名胜出与“末尾淘汰”类似，不过，不是最后一名骑手被淘汰，而是第一名过线的骑手先离开比赛。第一名离开比赛的骑手获得第一名，第二名离开比赛的骑手获得第二名，依此类推。